# Charles François Lhomond
Charles François Lhomond, noto anche come abate Lhomond (Chaulnes, 26 ottobre 1727 – Parigi, 31 dicembre 1794), è stato un pedagogo, grammatico ed erudito francese.

## Biografia
Nato da una famiglia povera, mostra una forte predisposizione per gli studi che lo portano in un seminario. Dopo aver frequentato grazie ad una borsa di studio il collège d'Inville a Parigi, riceve l'ordine del sacerdozio ed in seguito diviene il preside dello stesso collegio. Dopo la soppressione del collegio insegna per più di venti anni al collège du Cardinal-Lemoine, nel quartiere latino a Parigi. 
Essendosi rifiutato di prestare giuramento alla costituzione civile del clero, viene incarcerato nel 1792 e liberato più tardi grazie all'intervento di uno dei suoi ex-allievi, Jean-Lambert Tallien..

## Opere
Lhomond ha lasciato diverse opere, indirizzate prioritariamente all'insegnamento:
- De viris illustribus urbis Romae a Romulo ad Augustum (ca. 1775) è la sua opera più conosciuta, con la quale hanno imparato il latino generazioni di francesi
- Doctrine chrétienne expliquée, en forme de lectures de piété, où l'on expose les preuves de la religion, les dogmes de la foi, les règles de la morale, ce qui concerne les sacrements et la prière
- Éléments de grammaire française
- Éléments de grammaire latine (1779)
- Epitome historiae sacrae (1784)
- Histoire abrégée de l'Église
- Histoire abrégée de la religion avant la venue de Jésus-Christ